# Parafia św. Bonifacego w Zgorzelcu
Parafia św. Bonifacego w Zgorzelcu – rzymskokatolicka parafia położona w diecezji legnickiej.

## Historia
W 1929 roku ks. prał. F. Bruckner z parafii św. Krzyża w Görlitz poświęcił plac pod budowę kościoła według projektu inż. B. Sandera. Tego samego roku wmurowano kamień węgielny. Kościół konsekrował kardynał Adolf Bertram z Wrocławia. W 1939 roku w kościele zostały zamontowane organy z synagogi w Görlitz.
W czasie II wojny światowej proboszcz ks. F. Scholz otoczył opieką duszpasterską jeńców przebywających na pracach przymusowych i w Stalagu VIII A.
Po wojnie zostało przebudowane wnętrze kościoła, gdzie ustawiono figury: św. Wojciecha i św. Stanisława – patronów Polski i ufundowano nowe dzwony. Od 1973 do 2018 roku kościół był świątynią dekanalną.